# Denís Chéryshev
Denís Dmítrievich Chéryshev (en ruso: Денис Дмитриевич Черышев; 26 de diciembre de 1990) es un futbolista profesional ruso que juega como extremo izquierdo. Actualmente milita en el Panionios de Atenas, club que milita en la Segunda Superliga de Grecia. Fue internacional con la selección absoluta de Rusia.

## Trayectoria

### Categorías inferiores
Comenzó la práctica del fútbol en 1995 en las categorías inferiores del Real Sporting de Gijón, equipo en el que su padre militaba en aquella época. En 2000, dejó el club para incorporarse a la cantera del C. D. Burgos Promesas, de nuevo siguiendo los pasos de su progenitor. Allí pasó dos años hasta que, en 2002, fue captado por los equipos de fútbol base del Real Madrid C. F.. Comenzó jugando en categoría alevín y alcanzó el primer equipo filial, el Real Madrid Castilla C. F., en la temporada 2010/11.
En su primera campaña en el Castilla, consiguió un tercer puesto en la Liga y se clasificó para disputar la fase de ascenso a Segunda División. Sin embargo, el conjunto blanco fue eliminado por el C. D. Alcoyano en la primera ronda, al perder por 0-2 en el estadio Santiago Bernabéu y empatar 2-2 en el encuentro de vuelta disputado en Alcoy. En la temporada 2011/12, logró el primer puesto en el grupo 1 de la Segunda División B, lo que supuso que jugara la promoción a la categoría de plata por segunda vez consecutiva. En esta ocasión, tras derrotar al Cádiz C. F. por 0-3 en el estadio Ramón de Carranza y nuevamente en el Alfredo Di Stéfano por 5-1, consiguió el ascenso a Segunda División. Además, también se proclamó campeón de Segunda B después de vencer al C. D. Mirandés en la final del torneo.
Su debut en Segunda se produjo en la jornada 1 de la campaña 2012/13, disputada el 17 de agosto de 2012 ante el Villarreal C. F.. En el siguiente encuentro, contra el F. C. Barcelona "B", anotó su primer gol en la categoría contribuyendo a la victoria del Castilla por 3-2.

### Real Madrid
El 24 de julio de 2012, hizo su debut en partido amistoso con el Real Madrid C. F. ante el Real Oviedo y se convirtió en el primer jugador ruso de la historia del club blanco. El partido finalizó con victoria madridista por 1-5 y Denís anotó el segundo de los goles de su equipo.
Su debut en partido oficial se produjo el 27 de noviembre de 2012 en las eliminatorias de 1/16 de Copa del Rey frente al C. D. Alcoyano, saliendo como titular en el once inicial y disputando 60 minutos de encuentro. El jugador, con el dorsal número 36, tuvo incluso alguna ocasión de gol que finalmente no se materializó. El partido terminó con victoria por 3-0 (7-1 en el global) para el Real Madrid, que certificaba así su pase a octavos de final del torneo.

#### Sevilla F. C.

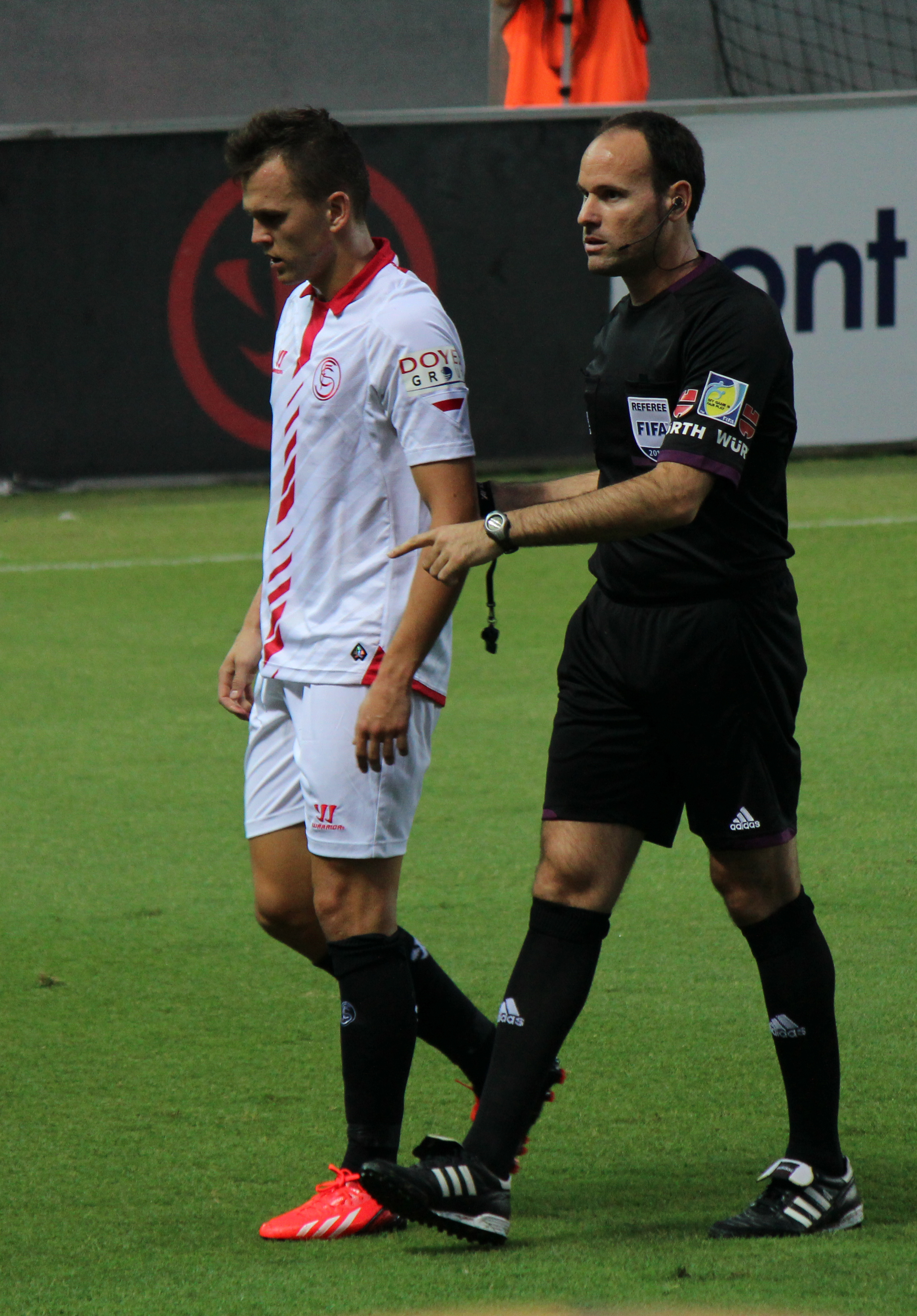
Jugando con el Sevilla F. C.

Tras ver que no tendría oportunidades de participar en el primer equipo a la siguiente temporada, es cedido el 31 de agosto de 2013 al Sevilla. Pese a cederlo, el club madrileño se aseguró en seguir contando plenamente con los derechos del futbolista en un futuro y no se incluyó en la operación ninguna opción de compra a favor del club sevillista, con lo que el ruso volvió a la disciplina blanca cuando finalizó la temporada.
En el club hispalense no pudo disfrutar de muchas oportunidades debido a las constantes lesiones que marcaron su temporada, en la que tan solo le permitieron jugar cuatro partidos del campeonato de liga. Sin casi opciones para demostrar su potencial, regresó a la capital. Tras arrastrar una lesión desde antes del comienzo de la competición, fue en la sexta jornada jugada el 23 de septiembre frente al Rayo Vallecano de Madrid cuando debutó finalmente con el equipo, haciéndolo además de titular. Sin embargo a los quince minutos de partido el jugador volvió a lesionarse quizá por una prematura vuelta a los terrenos de juego.
A un período de inactividad de más de un mes le siguió tras su recuperación un esguince en el pie sin que hubiese podido regresar a jugar, acrecentando el tiempo de las lesiones. El resultado fue que estuvo algo más de cuatro meses apartado de los terrenos de juego.
Finalmente, pudo regresar a comienzos del mes de febrero, aun con tiempo de ayudar al equipo. Pudo jugar apenas tres partidos, disputando los minutos finales de cada uno, en previsión de su delicado estado físico a lo largo de la temporada. En el cuarto partido seguido, y quinto de la temporada, el jugador salió de titular frente al N. K. Maribor. Parecía que podría por fin encadenar una serie de partidos seguidos que le diesen confianza y estado de forma cuando en el minuto 40 de encuentro, una dura entrada de un rival le produjo un nuevo esguince que le apartó de nuevo de la actividad.
La mala suerte siguió cebándose con el jugador cuando en un entrenamiento, y de nuevo tras haberse recuperado, volvió a lesionarse esta vez rompiéndose el quinto metatarsiano del pie.
La recuperación no llegó a tiempo y finalmente cerró la peor temporada de su carrera deportiva en cuanto a lesiones ya que la pasó casi sin actividad. Cinco partidos fueron los que pudo llegar a disputar en Sevilla con un total de 130 minutos sobre el terreno de juego, algo dramático para un futbolista profesional, hecho del que sin embargo supo sobreponerse.

#### Villarreal C. F.
Tras el año de cesión en Sevilla, el jugador volvió a ser cedido ya que ni el jugador pudo seguir con su evolución, ni el club madrileño pudo sacar conclusiones de dicha cesión. Aun con las dudas respecto al estado de forma del futbolista y su futuro, fue el Villarreal Club de Fútbol el que apostó por él y se interesó por sus servicios, firmando un contrato de similares características que el producido con los sevillistas.
Tras superar los problemas de lesión que arrastró durante toda la temporada pasada, debutó con su nuevo equipo en la primera jornada del campeonato liguero marcando su primer gol en la máxima categoría española. El partido, jugado frente al Levante Unión Deportiva finalizó con victoria castellonense por 0-2. Más tarde anotó dos tantos más, uno frente a la Real Sociedad de Fútbol en la victoria de su equipo por 4-0, y un gol genial que dio mucho que hablar en la victoria del conjunto amarillo frente al Athletic Club por 2-0. Se puede decir sin duda alguna que realizó una grandísima campaña. Además, fue el mayor asistente del equipo, con 11 asistencias, muchas de ellas al argentino Luciano Vietto, con el que estableció una gran sociedad.

### Real Madrid

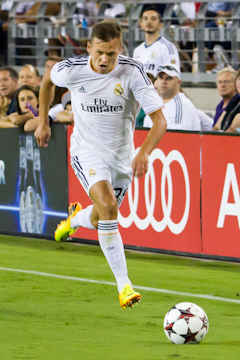
Jugando un partido con el Real Madrid C. F.

Tras su cesión al Villareal Club de Fútbol regresó al club madrileño, debutando oficialmente en Liga con el equipo el 19 de septiembre en un partido frente al Granada Club de Fútbol. Su alineación indebida en un partido de Copa de Rey frente al Cádiz CF, en partido correspondiente a los dieciseisavos de final, propició la eliminación de su equipo.

#### Valencia CF
El 1 de febrero de 2016 se hizo oficial su salida en calidad de cedido media temporada al Valencia C. F., después de que se estuviera barajando también la cesión al Sevilla F. C.. Hizo su debut con los valencianistas a las órdenes de Gary Neville el 7 de febrero en el Benito Villamarín contra el Real Betis, y marcó su primer gol en la siguiente jornada marcando el definitivo gol de la remontada 2-1 frente al RCD Espanyol en Mestalla tras un centro de Feghouli. Siguió siendo titular y llegó a marcar dos goles más en las siguientes jornadas, pero el 6 de marzo sufrió una lesión muscular de grado II en el recto anterior de su muslo izquierdo frente al Atlético en Mestalla. Esta baja cortó su magnífica progresión en el equipo, y pudo volver casi dos meses después, con la mala fortuna de volver a romperse, lo que le obligó a pasar por quirófano y a no participar más esa temporada.

### Villarreal C. F.
Para la temporada 2016-17 regresó al Villareal C. F. pero, debido a una serie de lesiones, apenas jugó 11 partidos en la Liga, 6 de Europa League y 1 de Copa del Rey.
En la temporada 2017-18 también tuvo problemas físicos pero le respetaron mucho más y pudo participar en 24 partidos partidos de Liga, 5 de Europa League y 3 de Copa del Rey, marcando 4 goles en total.

#### Valencia C. F.
En la temporada 2018-19 regresó cedido al Valencia C. F., después de un muy buen Mundial con Rusia, y se convirtió en un jugador importante en el esquema valencianista a las órdenes de Marcelino García Toral, con quien ya coincidió en Villarreal. Tuvo mucha participación y logró marcar 4 goles y 5 asistencias en 41 partidos oficiales.

### Valencia C. F.
El 29 de junio de 2019 el conjunto ché anunció que el jugador se quedaba en propiedad.

### Venezia FC
El 31 de agosto de 2022, firma por el Venezia F. C. de la Serie B de Italia.

## Selección nacional

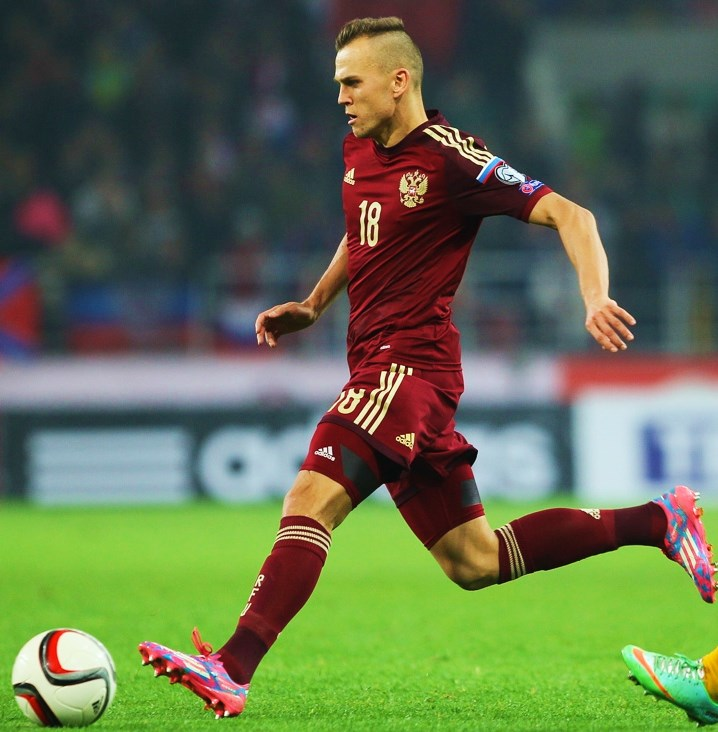
Jugando con la selección de fútbol de Rusia.

### Selecciones inferiores
Fue internacional en las categoría inferiores sub-12, sub-17 y sub-18 con la selección de fútbol de Rusia, y desde la temporada 2010-11 participó en doce encuentros con la selección juvenil sub-21 con la que anotó seis goles antes de ser llamado por el seleccionador nacional de la absoluta, Fabio Capello.
En 2013 fue integrante de la selección sub-21, debutando en la competición frente al combinado español de sus compañeros Nacho Fernández, Álvaro Morata y Dani Carvajal, durante el Europeo de 2013 celebrado en Israel. En el encuentro su equipo cayó derrotado por 1-0.

### Selección absoluta
El 6 de noviembre de 2012 recibió su primera convocatoria con la selección absoluta con miras a un partido amistoso frente a los Estados Unidos en Krasnodar el 14 de noviembre del mismo mes. Chéryshev hizo su debut en dicho encuentro, ingresando a quince minutos de la conclusión del partido.
Chéryshev debutó en la Copa Mundial el 14 de junio de 2018, reemplazando al lesionado Alán Dzagóyev a mediados de la primera mitad del primer partido de la fase de grupos contra Arabia Saudita en Moscú y anotando dos goles en la goleada por 5-0 y además saliendo como la gran figura del partido inaugural. Completó un excelente Mundial con 4 goles, anotando un gol a Egipto y luego marcando un golazo contra Croacia en los cuartos de final, que no fue suficiente para que Rusia llegara a las semifinales.

### Participaciones en Copas del Mundo
| Mundial                        | Sede  | Resultado        | Partidos | Goles |
| ------------------------------ | ----- | ---------------- | -------- | ----- |
| Copa Mundial de Fútbol de 2018 | Rusia | Cuartos de final | 5        | 4     |

### Participaciones en Eliminatorias para la Eurocopa
| Copa                                | Sede    | Resultado | Partidos | Goles |
| ----------------------------------- | ------- | --------- | -------- | ----- |
| Clasificación para la Eurocopa 2016 | Francia | 2.º lugar | 4        | 0     |

### Participaciones en Eliminatorias al Mundial
| Copa                       | Sede   | Resultado  | Partidos | Goles |
| -------------------------- | ------ | ---------- | -------- | ----- |
| Clasificación Mundial 2014 | Brasil | 1.er lugar | 1        | 0     |

## Estadísticas

### Clubes
Actualizado al último partido disputado el 21 de mayo de 2022.
| Club | Div.          | Temporada     | Liga  | Liga  | Liga   | Copas nacionales(1) | Copas nacionales(1) | Copas nacionales(1) | Torneos internacionales(2) | Torneos internacionales(2) | Torneos internacionales(2) | Total | Total | Total  | Media goleadora(3) |
| Club | Div.          | Temporada     | Part. | Goles | Asist. | Part.               | Goles               | Asist.              | Part.                      | Goles                      | Asist.                     | Part. | Goles | Asist. | Media goleadora(3) |
| --- | ------------- | ------------- | ----- | ----- | ------ | ------------------- | ------------------- | ------------------- | -------------------------- | -------------------------- | -------------------------- | ----- | ----- | ------ | ------------------ |
| Real Madrid Castilla C. F. · España |               |               |       |       |        |                     |                     |                     |                            |                            |                            |       |       |        |                    |
| 2.ª B | 2008-09       | 9             | 0     | 0     | -      | -                   | -                   | -                   | -                          | -                          | 10                         | 0     | 0     | 0      |                    |
| 2.ª B | 2010-11       | 30            | 3     | 8     | 2      | 0                   | 0                   | -                   | -                          | -                          | 32                         | 3     | 8     | 0.09   |                    |
| 2.ª B | 2011-12       | 31            | 8     | 0     | 3      | 0                   | 0                   | -                   | -                          | -                          | 35                         | 8     | 0     | 0.23   |                    |
| 2.ª | 2012-13       | 34            | 8     | 1     | 8      | 0                   | 0                   | -                   | -                          | -                          | 35                         | 11    | 0     | 0.31   |                    |
| Total club | Total club    | 104           | 22    | 9     | 5      | 0                   | 0                   | -                   | -                          | -                          | 109                        | 22    | 9     | 0.2    |                    |
| Sevilla F. C. · (cesión) · España | 1.ª           | 2013-14       | 4     | 0     | 0      | -                   | -                   | -                   | 1                          | 0                          | 0                          | 5     | 0     | 0      | 0                  |
| Sevilla F. C. · (cesión) · España | Total club    | Total club    | 4     | 0     | 0      | 0                   | 0                   | 0                   | 1                          | 0                          | 0                          | 5     | 0     | 0      | 0                  |
| Villarreal C. F. · (cesión) · España | 1.ª           | 2014-15       | 26    | 4     | 10     | 6                   | 1                   | 0                   | 8                          | 2                          | 1                          | 40    | 7     | 11     | 0.18               |
| Villarreal C. F. · (cesión) · España | 1.ª           | 2016-17       | 11    | 0     | 0      | 1                   | 0                   | 0                   | 4                          | 0                          | 0                          | 18    | 0     | 0      | 0                  |
| Villarreal C. F. · (cesión) · España | Total club    | Total club    | 37    | 4     | 10     | 7                   | 1                   | 0                   | 12                         | 2                          | 1                          | 58    | 7     | 11     | 0.12               |
| Valencia CF · (cesión) · España | 1.ª           | 2015-16       | 7     | 3     | 0      | 1                   | 0                   | 0                   | -                          | -                          | -                          | 8     | 3     | 0      | 0.38               |
| Valencia CF · (cesión) · España | Total club    | Total club    | 7     | 3     | 0      | 1                   | 0                   | 0                   | -                          | -                          | -                          | 8     | 3     | 0      | 0.38               |
| Real Madrid C. F. · España | 1.ª           | 2012-13       | -     | -     | -      | 1                   | 0                   | 0                   | -                          | -                          | -                          | 1     | 0     | 0      | 0                  |
| Real Madrid C. F. · España | 1.ª           | 2015-16       | 2     | 0     | 1      | 1                   | 1                   | 0                   | 3                          | 0                          | 0                          | 6     | 1     | 1      | 0.17               |
| Real Madrid C. F. · España | Total club    | Total club    | 2     | 0     | 1      | 2                   | 1                   | 0                   | 3                          | 0                          | 0                          | 7     | 1     | 1      | 0.14               |
| Villarreal C. F. · España | 1.ª           | 2017-18       | 24    | 2     | 0      | 3                   | 1                   | 0                   | 5                          | 1                          | 0                          | 32    | 4     | 0      | 0.13               |
| Villarreal C. F. · España | Total club    | Total club    | 24    | 2     | 0      | 3                   | 1                   | 0                   | 5                          | 1                          | 0                          | 32    | 4     | 0      | 0.13               |
| Valencia C. F. · (cesión) · España | 1.ª           | 2018-19       | 27    | 2     | 0      | 7                   | 1                   | 0                   | 7                          | 1                          | 0                          | 41    | 4     | 0      | 0.1                |
| Valencia C. F. · (cesión) · España | Total club    | Total club    | 27    | 2     | 0      | 7                   | 1                   | 0                   | 7                          | 1                          | 0                          | 41    | 4     | 0      | 0.1                |
| Valencia C. F. · España | 1.ª           | 2019-20       | 24    | 1     | 0      | 1                   | 0                   | 0                   | 6                          | 2                          | 0                          | 31    | 3     | 0      | 0.1                |
| Valencia C. F. · España | 1.ª           | 2020-21       | 21    | 0     | 0      | 1                   | 0                   | 0                   | 0                          | 0                          | 0                          | 22    | 0     | 0      | 0                  |
| Valencia C. F. · España | 1.ª           | 2021-22       | 13    | 0     | 0      | 3                   | 1                   | 0                   | 0                          | 0                          | 0                          | 16    | 1     | 0      | 0.06               |
| Valencia C. F. · España | Total club    | Total club    | 58    | 1     | 0      | 5                   | 1                   | 0                   | 6                          | 2                          | 0                          | 69    | 4     | 0      | 0.06               |
| Total carrera | Total carrera | Total carrera | 253   | 31    | 20     | 29                  | 5                   | 0                   | 33                         | 6                          | 1                          | 316   | 45    | 21     | 0.14               |
| (1) Incluye datos de la Copa del Rey / Supercopa de España (2012-Act.). En caso de equipo filial se refiere a los partidos de play-off (2008-13). (2) Incluye datos de la UEFA Champions League (2012-Act.). (3) No incluye goles en partidos amistosos. (Datos de asistencias incompletos). |               |               |       |       |        |                     |                     |                     |                            |                            |                            |       |       |        |                    |

### Selecciones
Actualizado al último partido jugado el 19 de junio de 2018.
| Selección     | Temporada     | Europeo | Europeo | Europeo | Mundial | Mundial | Mundial | Amistosos | Amistosos | Amistosos | Total | Total | Total  | Media goleadora |
| Selección     | Temporada     | Part.   | Goles   | Asist.  | Part.   | Goles   | Asist.  | Part.     | Goles     | Asist.    | Part. | Goles | Asist. | Media goleadora |
| ------------- | ------------- | ------- | ------- | ------- | ------- | ------- | ------- | --------- | --------- | --------- | ----- | ----- | ------ | --------------- |
| Sub-21        | 2010-11       | -       | -       | -       | -       | -       | -       | 2         | 2         | 0         | 2     | 2     | 0      | 1,00            |
| Sub-21        | 2011-12       | 4       | 1       | 1       | -       | -       | -       | 1         | 0         | 0         | 5     | 1     | 1      | 0,20            |
| Sub-21        | 2012-13       | 6       | 3       | 2       | -       | -       | -       | 1         | 1         | 0         | 7     | 4     | 2      | 0,60            |
| Sub-21        | Total sel.    | 10      | 4       | 3       | 0       | 0       | 0       | 4         | 3         | 0         | 14    | 7     | 3      | 0,50            |
| Rusia         | 2012          | -       | -       | -       | -       | -       | -       | 1         | 0         | 0         | 1     | 0     | 0      | 0,00            |
| Rusia         | 2013          | 1       | 0       | 0       | -       | -       | -       | -         | -         | -         | 1     | 0     | 0      | 0,00            |
| Rusia         | 2014          | 3       | 0       | 0       | -       | -       | -       | 2         | 0         | 1         | 5     | 0     | 1      | 0,00            |
| Rusia         | 2015          | 1       | 0       | 0       | -       | -       | -       | 1         | 0         | 0         | 2     | 0     | 0      | 0,00            |
| Rusia         | 2018          | -       | -       | -       | 2       | 3       | 0       | 2         | 0         | 0         | 4     | 3     | 0      | 0,66            |
| Rusia         | Total sel.    | 5       | 0       | 0       | 2       | 3       | 0       | 6         | 0         | 1         | 13    | 3     | 1      | 0,2             |
| Total carrera | Total carrera | 15      | 4       | 3       | 2       | 3       | 0       | 10        | 3         | 1         | 27    | 10    | 4      | 0,37            |

## Palmarés

### Campeonatos nacionales
| Título              | Club                       | País   | Año     |
| ------------------- | -------------------------- | ------ | ------- |
| Segunda División B  | Real Madrid Castilla C. F. | España | 2011-12 |
| Supercopa de España | Real Madrid C. F.          | España | 2012    |
| Copa del Rey        | Valencia C. F.             | España | 2018-19 |

### Campeonatos internacionales
| Título                       | Club            | Sede  | Año     |
| ---------------------------- | --------------- | ----- | ------- |
| Liga Europa de la UEFA       | Sevilla F. C.   | Turín | 2013-14 |
| Liga de Campeones de la UEFA | Real Madrid C.F | Milan | 2015-16 |

### Distinciones individuales
| Distinción                                              | Año  |
| ------------------------------------------------------- | ---- |
| MVP contra Arabia Saudita en la Copa Mundial de Fútbol. | 2018 |
| MVP contra Egipto en la Copa Mundial de Fútbol.         | 2018 |